# Luis Felipe Gallegos
Luis Felipe Gallegos Leiva (n. Copiapó, Chile, 3 de diciembre de 1991) es un futbolista chileno que juega de mediocampista para el Auckland Football Club de la A-League de Australia.

## Trayectoria

### Universidad de Chile
Formado en las divisiones inferiores del cuadro azul, en 2008 disputó la Copa UC Sub-17 en el Estadio San Carlos de Apoquindo jugando por el equipo Sub-17 de la Universidad Chile, torneo en también participaron las selecciones de Chile, México, Paraguay y Uruguay, junto a los equipos de la misma categoría de Chivas de Guadalajara, de México, Estudiantes de La Plata, de Argentina, y Universidad Católica, club organizador del campeonato.
Ingresó como titular en un duelo amistoso disputado contra Argentinos Juniors el 30 de julio de 2009, el cual ganaron los trasandinos mediante lanzamientos penales luego de igualar 1 a 1 en los 90 minutos de juego. El 10 de julio de 2010, debutó oficialmente en Primera División contra Cobreloa ingresando a los 85' de juego y logrando una buena presentación, sellada con un magnífico centro para el gol de Diego Rivarola.
El 15 de agosto de 2010, anotó su primer gol en el equipo adulto de la Universidad de Chile, ante Everton de Viña del Mar, en la goleada por 5 a 1, y el 9 de diciembre de 2010 se hace merecedor del premio al mejor jugador del partido, contra Unión Española, por la liguilla clasificatoria a Copa Libertadores. Unos días después, el 12 de diciembre anota el descuento en el partido de vuelta por la liguilla de la Copa Libertadores ante Unión Española, el partido terminaría 4-1 a favor de dicho equipo. En la Final del Campeonato de Clausura del 2011 donde el equipo se juega el bicampeonato Gallegos es señalado como el principal reemplazante de Eduardo Vargas (quien fue expulsado en la semifinal contra Universidad Católica), contra Cobreloa en el partido de ida y también de la temporada 2012, ante la inminente partida del N° 17 al Napoli (Italia).

### Union Berlin
Luego de un semestre de regular cometido, en el cual participó con intermitencia tanto en la Copa Libertadores 2012, donde Universidad de Chile fue semifinalista, como en el Torneo de Apertura Chileno 2012, donde su equipo se coronó campeón, y sin lograr consolidarse en su puesto es finalmente enviado a préstamo por un año al Union Berlin de la 2. Bundesliga de Alemania.

### Recreativo de Huelva
Tras haber regresado a Universidad de Chile, luego de una cesión, el 6 de septiembre de 2013 es presentado como nuevo fichaje del Recreativo de Huelva de la Segunda División de España. Hizo su debut oficial el 6 de octubre de 2013, en la victoria de su equipo por 2-1 contra Tenerife. Disputó un total de veinte partidos en la Temporada 2013-14 de la Segunda División de España.

### Necaxa
El 8 de julio de 2014 se anunció su traspaso al fútbol mexicano, precisamente al Club Necaxa. Debutó con los «rayos» el 2 de agosto, en el triunfo de su equipo por 2-0 ante el Club Zacatepec en el Estadio Victoria.

## Selección nacional
Participó representando a la Selección de Chile en el Campeonato Sudamericano Sub-20 de 2011 realizado en Perú. En un total de 8 partidos se inscribe con 3 anotaciones.
| Competencia         | Sede | Resultado | PJ | Goles |
| ------------------- | ---- | --------- | -- | ----- |
| Sudamericano Sub-20 | Perú | 5.º Lugar | 8  | 3     |

## Estadísticas

### Clubes
Actualizado al último partido disputado el 5 de abril de 2025.
| Club                         | Div.          | Temporada     | Liga  | Liga  | Copas nacionales | Copas nacionales | Torneos internacionales | Torneos internacionales | Total | Total |
| Club                         | Div.          | Temporada     | Part. | Goles | Part.            | Goles            | Part.                   | Goles                   | Part. | Goles |
| ---------------------------- | ------------- | ------------- | ----- | ----- | ---------------- | ---------------- | ----------------------- | ----------------------- | ----- | ----- |
| Universidad de Chile · Chile | 1.ª           | 2010          | 12    | 2     | —                | —                | —                       | —                       | 12    | 2     |
| Universidad de Chile · Chile | 1.ª           | 2011          | 22    | 3     | —                | —                | 3                       | 0                       | 25    | 3     |
| Universidad de Chile · Chile | 1.ª           | 2012          | 14    | 3     | —                | —                | 3                       | 0                       | 17    | 3     |
| Universidad de Chile · Chile | 1.ª           | 2013-14       | —     | —     | 3                | 0                | —                       | —                       | 3     | 0     |
| Union Berlin · Alemania      | 2.ª           | 2012-13       | 2     | 0     | 1                | 0                | —                       | —                       | 3     | 0     |
| Union Berlin · Alemania      | Total club    | Total club    | 2     | 0     | 1                | 0                | 0                       | 0                       | 3     | 0     |
| Union Berlin II · Alemania   | 4.ª           | 2012-13       | 7     | 3     | —                | —                | —                       | —                       | 7     | 3     |
| Union Berlin II · Alemania   | Total club    | Total club    | 7     | 3     | 0                | 0                | 0                       | 0                       | 7     | 3     |
| Recreativo Huelva · España   | 2.ª           | 2013-14       | 20    | 0     | 3                | 0                | —                       | —                       | 23    | 0     |
| Recreativo Huelva · España   | Total club    | Total club    | 20    | 0     | 3                | 0                | 0                       | 0                       | 23    | 0     |
| Necaxa · México              | 2.ª           | 2014-15       | 31    | 1     | 9                | 2                | —                       | —                       | 40    | 3     |
| Necaxa · México              | 2.ª           | 2015-16       | 36    | 4     | 7                | 1                | —                       | —                       | 43    | 5     |
| Necaxa · México              | 1.ª           | 2016-17       | 32    | 4     | —                | —                | —                       | —                       | 32    | 4     |
| Necaxa · México              | 1.ª           | 2017-18       | 18    | 0     | 5                | 0                | —                       | —                       | 23    | 0     |
| Necaxa · México              | 1.ª           | 2018-19       | 29    | 1     | 3                | 0                | —                       | —                       | 32    | 1     |
| Necaxa · México              | 1.ª           | 2019-20       | 18    | 4     | —                | —                | —                       | —                       | 18    | 4     |
| Necaxa · México              | Total club    | Total club    | 164   | 14    | 24               | 3                | 0                       | 0                       | 188   | 17    |
| Atlético San Luis · México   | 1.ª           | 2020          | 8     | 0     | 1                | 0                | —                       | —                       | 9     | 0     |
| Atlético San Luis · México   | 1.ª           | 2020-21       | 13    | 2     | —                | —                | —                       | —                       | 13    | 2     |
| Atlético San Luis · México   | Total club    | Total club    | 21    | 2     | 1                | 0                | 0                       | 0                       | 22    | 2     |
| OFI Creta · Grecia           | 1.ª           | 2021-22       | 21    | 2     | 2                | 0                | —                       | —                       | 23    | 2     |
| Universidad de Chile · Chile | 1.ª           | 2022          | 16    | 0     | 5                | 0                | —                       | —                       | 21    | 0     |
| Universidad de Chile · Chile | 1.ª           | 2023          | 3     | 0     | —                | —                | —                       | —                       | 3     | 0     |
| Universidad de Chile · Chile | Total club    | Total club    | 67    | 8     | 8                | 0                | 6                       | 0                       | 81    | 8     |
| OFI Creta · Grecia           | 1.ª           | 2023-24       | 29    | 1     | 5                | 0                | —                       | —                       | 34    | 1     |
| OFI Creta · Grecia           | 1.ª           | 2024          | 3     | 0     | —                | —                | —                       | —                       | 3     | 0     |
| OFI Creta · Grecia           | Total club    | Total club    | 53    | 3     | 7                | 0                | 0                       | 0                       | 60    | 3     |
| Auckland FC Nueva Zelanda    | 1.ª           | 2024-25       | 22    | 1     | —                | —                | —                       | —                       | 22    | 1     |
| Auckland FC Nueva Zelanda    | Total club    | Total club    | 22    | 1     | 0                | 0                | 0                       | 0                       | 22    | 1     |
| Total carrera                | Total carrera | Total carrera | 356   | 31    | 44               | 3                | 6                       | 0                       | 406   | 34    |
| 1. 2. 3.                     |               |               |       |       |                  |                  |                         |                         |       |       |

## Palmarés

### Campeonatos nacionales
| Título             | Club                 | País   | Año    |
| ------------------ | -------------------- | ------ | ------ |
| Primera División   | Universidad de Chile | Chile  | 2011-A |
| Primera División   | Universidad de Chile | Chile  | 2011-C |
| Primera División   | Universidad de Chile | Chile  | 2012-A |
| Liga de Ascenso    | Necaxa               | México | 2014   |
| Liga de Ascenso    | Necaxa               | México | 2016   |
| Campeón de Ascenso | Necaxa               | México | 2016   |
| Copa MX            | Necaxa               | México | 2018   |
| Supercopa MX       | Necaxa               | México | 2018   |

### Copas internacionales
| Título            | Club                 | País  | Año  |
| ----------------- | -------------------- | ----- | ---- |
| Copa Sudamericana | Universidad de Chile | Chile | 2011 |